# Я не ангел!
Я не ангел! (яп. 天使じゃない!! Тэнси дзя най!!) — манга Такако Сигэмацу, публиковавшаяся с 2003 по 2007 год. Всего вышло 8 томов. В России манга лицензирована издательством Палма Пресс.

## Сюжет
История рассказывает о жизни успешной модели Хикару, решившей отправиться в элитную школу-пансионат чтобы избавиться от излишнего внимания своих родителей. Однако желанию побыть в тишине и спокойствии не суждено было сбыться, ведь её соседкой по комнате оказывается Идзума Кидо — парень, выдающий себя за девушку.

## Персонажи

### Основные
Хикару Такабаяси — Преуспевающая модель, решившая не отправлять как её родители во Францию, а поступить в элитную школу для девушек. Поначалу влюбляется в школьного учителя музыки. Однако после того как их отношения рушатся, её новым романтическим увлечением становится Идзуми.
Идзумо Кидо — Симпатичный юноша, выдающий себя за девушку, в образе которой и стал моделью. Делает всё чтобы сохранить свой секрет в тайне.

### Второстепенные
Ясукуни Инукай — Менеджер Идзуми, следящий за сохранением секрета своего клиента.
Юити Акидзуки — Агент Идзуми.
Цукаса Аясэ — Школьный учитель музыки и внук главы учебного заведения. Со временем в него влюбляется Хикару и он отвечает взаимностью.